# L'Héritage de cent millions

L'Héritage de cent millions est un film français réalisé par Armand Du Plessy et sorti en 1924.

## Fiche technique
- Titre : L'Héritage de cent milions
- Réalisation : Armand Du Plessy
- Scénario : René Bizet
- Production :  Établissements Georges Petit
- Producteur : Georges Petit
- Image : Émile Repelin
- Date de sortie :  28 août 1924

## Distribution
- Pierre Almette : Sylvain Hardi
- Suzanne Balco : Gisèle
- Lucienne Bélanger : Normouche
- José Davert : Monsieur Ledru
- Marise Dorval : Gaby Sombreuse
- Marcel Lévesque : Monsieur Joly
- Lucy Malrose : Francine
- Léa Pauly : Léontine
- Pierre Ramelot : Le clerc de notaire
- Jules Raucourt
- Fred Récio : Fred Parizet
- René Worms : Géo Hardi